# Palazzo Serbelloni

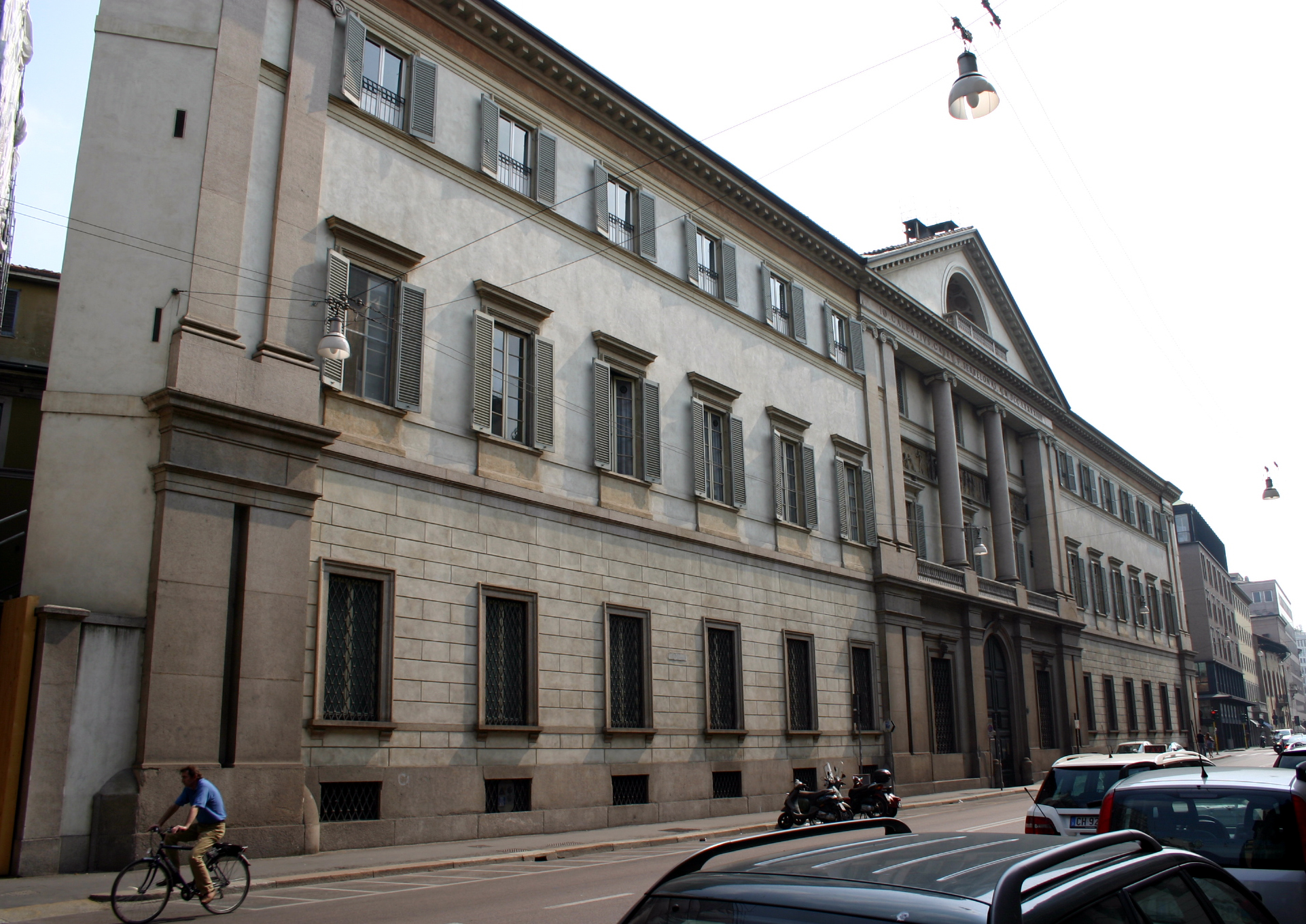
Palazzo Serbelloni.

Palazzo Serbelloni är ett patricierpalats från 1700-talet i Milano i Italien.
Palazzo Serbelloni var ett av de första patricierpalatsen från 1700- och 1800-talet som uppfördes vid dagens Corso Venezia med ett radikalt annorlunda utseende jämfört med de ursprungliga byggnaderna vid den dåvarande förortsvägen omgivna av grönsaksgårdar och lundar. På platsen fanns ett 1700-talspalats och några medeltida byggnader. I slutet av 1700-talet byggdes palatset om och fasaden förändrades helt av Simone Cantoni som också utformat den neoklassiska loggian 1793. Loggian utgör den mest framträdande delen av fasaden. På tympanonen som kröner loggian kan man se en relief, skapad av Francesco Carabelli, som skildrar scener ur Fredrik Barbarossas liv. Byggnadens atrium är bevarad medan palatsets stora trappa förstördes vid bombningar år 1943 tillsammans med den stora balsalen, ett bibliotek med 75 000 böcker och fresker av konstnären Giuliano Traballesi.
Palatset var familjen Serbellonis residens, byggt på uppdrag av Gabrio Serbelloni och hans äldste son Giò Galeazzo, och var under epoken en mötesplats för Milanos kulturpersonligheter som Pietro Verri, Giuseppi Parini och Paolo Frisi. År 1796 bodde Napoleon och Joséphine i palatset under tre månader. Andra som bott där är furst Metternich och, som en plakett på byggnaden erinrar om, Viktor Emanuel II tillsammans med Napoleon III då de segerrika kom tillbaka från slaget vid Magenta.

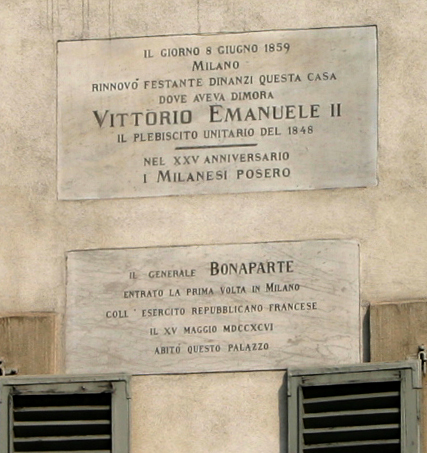
Plaketter på Palazzo Serbellonis fasad

Fram till slutet av 1800-talet hade byggnaden, som många av de övriga palatsen i regionen, en vidsträckt trädgård på baksidan fram till nuvarande Corso Monforte. Trädgården avstyckades först år 1890 för att ge plats åt Blindinstitutet och så småningom, mellan 1907 och 1926, för de nya gatorna Via Volfango Mozart, Via Gabrio Serbelloni och Via Michele Barozzi.
Byggnaden är på 4 000 kvadratmeter och den renoverade Napoleonsalen används idag för konferenser och andra arrangemang inom kultur, mode och konst. Milanos pressklubb var inhyst i huset mellan 1951 och 2010 och var den 22 december 1960 värd för Sophia Loren och Vittorio de Sica vid lanseringen av filmen De två kvinnorna.